# Стерч-Керч
Стерч-Керч (рос. Стерч-Керч) — село (з 1934 до 1940 — селище міського типу) у Ножай-Юртовському районі Чечні Російської Федерації.
Населення становить 580 осіб. Входить до складу муніципального утворення Бенойське сільське поселення.

## Історія
Згідно із законом від 20 лютого 2009 року органом місцевого самоврядування є Бенойське сільське поселення.

## Населення
| 1990 | 2002 | 2010 |
| ---- | ---- | ---- |
| 436  | ↘271 | ↗580 |